# Harbour Energy
Harbour Energy plc er et britisk internationalt olie- og gasselskab med hovedkvarter i Edinburgh, Skotland. Selskabet blev etableret i 2014 af commodity-traderen Noble Group og kapitalfonden EIG Global Energy Partners. Aktiviteterne er baseret i Storbritannien og Norge (Nordsøen), Mexico, Indonesien og Vietnam.